# Steve Carell
Steve Carell (Concord, Massachusetts, Amerikai Egyesült Államok, 1962. augusztus 16. –) Golden Globe-díjas amerikai színész, humorista, filmproducer, forgatókönyvíró és filmrendező.
1999 és 2005 között a The Daily Show tudósítójaként dolgozott, majd filmes pályafutásba kezdett, leginkább vígjátékokban. Ismertebb filmjei közé tartozik A híres Ron Burgundy legendája (2004), a 40 éves szűz (2005), az Evan, a minden6ó (2007), a Zsenikém – Az ügynök haláli (2008), az Őrült, dilis, szerelem (2011), A fantasztikus Burt Wonderstone (2013) és Az első igazi nyár (2013). Szinkronszínészként olyan animációs filmekhez kölcsönözte hangját, mint a Túl a sövényen (2006), a Horton (2008) és a Gru-filmek (2010–2017). A televízióban az Office című sorozatban Michael Scott szerepében vált híressé, a 2005 és 2013 között futó szituációs komédiában alkalmanként produceri, forgatókönyvírói és rendezői feladatokat is ellátott.
Az Office első évadáért 2006-ban Golden Globe-díjat kapott, legjobb férfi főszereplő (komédia vagy musical tévésorozat) kategóriában. A 2014-es Foxcatcher című filmdrámáért – több más elismerés mellett – Oscar-díjra jelölték, mint legjobb férfi főszereplő és egy újabb Golden Globe-jelölést is szerzett, hasonló kategóriában. További, kritikailag elismert alakításai között említhető meg A család kicsi kincse (2006), A nagy dobás (2015) és a Nemek harca (2017) – utóbbi két filmmel nyolcadik és kilencedik Golden Globe-jelölését is magáénak tudhatta.

## Élete
A massachusettsi Concordban született, négy gyerek közül a legfiatalabbként. Apja Edwin A. Carell (1925-2021) villamosmérnök, míg anyja, Harriet Theresa (1925–2016) szülésznő volt. Anyai nagybácsija, Stanley Koch Allen B. DuMont tudóssal együtt fejlesztette ki a katódsugárcsövet. Apja olasz-német származású volt, míg anyja lengyel felmenőkkel rendelkezett. Vezetékneve eredetileg Caroselli volt, de az ötvenes években Carell-re változtatta.
Katolikus hitben nevelkedett, és a Nashoba Brooks School, The Fenn School és Middlesex School iskolákban tanult. Középiskolás korában jégkorongozott és lacrosse-ozott is. Kisfuvolán játszott a családtagjaival együtt, majd később csatlakozott egy történelmi eseményeket felelevenítő csoporthoz. Carell elmondása szerint ez keltette fel érdeklődését a történelem iránt. 1984-ben diplomázott a Denison Universityn ebből a tárgyból.
Tagja volt a Burpee's Seedy Theatrical Company nevű iskolai humortársulatnak. Lemezlovas is volt a WDUB nevű rádióállomásnál.

## Pályafutása

### Korai munkák
Carell azt állította, hogy a Massachusetts állambéli Littletonban dolgozott a USPS postai kézbesítőjeként, de hét hónap után felmondott, mert a főnöke azt mondta neki, nem volt túl jó a munkájában, és gyorsabbnak kell lennie. Színészi pályafutása elején Carell színpadon játszott egy turnézó gyermekszínházi társulatban, később a Knat Scatt Private Eye című vígjátékban, majd 1989-ben a Brown's Chicken étteremlánc televíziós reklámjában.

### The Dana Carvey Show (1996)
1991-ben a chicagói The Second City nevű társulattal lépett fel, ahol egy ideig Stephen Colbert volt a helyettese. Carell a Huncutka című filmben debütált egy kisebb szerepben. 1996 tavaszán tagja volt a The Dana Carvey Show című rövid időtartamú szkeccskomédia-műsornak az ABC-n. Colbert színésztársa mellett, Carell adta a hangját Garynek, a Robert Smigel által készített The Ambiguously Gay Duo című animációs rövidfilmben, amely még abban az évben folytatódott a Saturday Night Live-ban. Bár a műsor mindössze hét epizódig tartott, a The Dana Carvey Show-t azóta is Carell pályafutásának meghatározó tényezőjeként tartják számon. Szerepelt néhány rövidebb tévésorozatban, köztük a Come to Papa-ban és az Over the Top-ban. Számos vendégszereplése volt, többek között a Divatalnokok "Funny Girl" epizódjában. További munkái közé tartozik Brad Hall rövidszituációs vígjátéka, a Watching Ellie (2002-2003) és Woody Allen Melinda és Melinda című filmje.

### The Daily Show (1999–2005)
Carell 1999 és 2005 között a The Daily Show tudósítójaként dolgozott, számos rendszeres szegmensben, köztük az "Even Stevphen" Stephen Colberttel és a "Produce Pete" című műsorokban.

## Magánélete
1995. augusztus 5.-én házasodott össze Nancy Walls-szal. Két gyermekük született:  Elisabeth Anne "Annie" (2001) és John "Johnny" (2004).
2009 februárjában megvásárolta a Marshfield Hills General Store nevű boltot.
2020-ban több hollywoodi hírességgel együtt adakozott a Minnesota Freedom Fund nevű nonprofit szervezetnek.
A 60 Minutes-nek adott interjújában elmondta, hogy Steve Martin, Peter Sellers, John Cleese, Bill Cosby és George Carlin voltak rá a legnagyobb hatással.

## Filmográfia

### Film
| Év   | Magyar cím                             | Eredeti cím                                                 | Szerep                  | Magyar hang    | Rendező                               |
| ---- | -------------------------------------- | ----------------------------------------------------------- | ----------------------- | -------------- | ------------------------------------- |
| 1991 | Huncutka                               | Curly Sue                                                   | Tesio                   | nem szólal meg | John Hughes                           |
| 1998 |                                        | Tomorrow Night                                              | postai dolgozó          |                | Louis C.K.                            |
| 1998 | Fű alatt                               | Homegrown                                                   | vendég a partin         |                | Stephen Gyllenhaal                    |
| 2003 | A minden6ó                             | Bruce Almighty                                              | Evan Baxter             | Háda János     | Tom Shadyac (1.)                      |
| 2004 | Ottalvós buli                          | Sleepover                                                   | Sherman őrmester        | Holl Nándor    | Joe Nussbaum                          |
| 2004 | A híres Ron Burgundy legendája         | Anchorman: The Legend of Ron Burgundy                       | Brick Tamland           | Kassai Károly  | Adam McKay (1.)                       |
| 2004 |                                        | Wake Up, Ron Burgundy: The Lost Movie                       | Brick Tamland           |                | Adam McKay (2.)                       |
| 2005 | Melinda és Melinda                     | Melinda and Melinda                                         | Walt Wagner             | Kassai Károly  | Woody Allen (1.)                      |
| 2005 | Földre szállt boszorkány               | Bewitched                                                   | Arthur nagybácsi        | Kassai Károly  | Nora Ephron                           |
| 2005 | 40 éves szűz                           | The 40 Year Old Virgin                                      | Andy Stitzer            | Máté Gábor     | Judd Apatow (1.)                      |
| 2006 | A család kicsi kincse                  | Little Miss Sunshine                                        | Frank Ginsburg          | Rába Roland    | Jonathan Dayton és Valerie Faris (1.) |
| 2006 | Túl a sövényen                         | Over the Hedge                                              | Hammy (hangja)          | Kerekes József | Karey Kirkpatrick                     |
| 2007 | Evan, a minden6ó                       | Evan Almighty                                               | Evan Baxter             | Háda János     | Tom Shadyac (2.)                      |
| 2007 | Felkoppintva                           | Knocked Up                                                  | önmaga (cameo)          | Kossuth Gábor  | Judd Apatow (2.)                      |
| 2007 | Dan és a szerelem                      | Dan in Real Life                                            | Dan Burns               | Kassai Károly  | Peter Hedges                          |
| 2007 | Történetek Amerikáról                  | Stories USA                                                 | Mark Ronson             |                | Tyrone Finch                          |
| 2007 | Történetek Amerikáról                  | Stories USA                                                 | Mark Ronson             | Jeremy Hall    |                                       |
| 2008 | Horton                                 | Horton Hears a Who!                                         | Ned McDodd (hangja)     | Háda János     | Jimmy Hayward                         |
| 2008 | Zsenikém – Az ügynök haláli            | Get Smart                                                   | Maxwell Smart           | Kassai Károly  | Peter Segal                           |
| 2010 | Párterápia                             | Date Night                                                  | Phil Foster             | Kassai Károly  | Shawn Levy                            |
| 2010 | Gru                                    | Despicable Me                                               | Gru (hangja)            | Scherer Péter  | Sergio Pablos                         |
| 2010 | Gyógyegér vacsorára                    | Dinner for Schmucks                                         | Barry Speck             | Kassai Károly  | Jay Roach                             |
| 2011 | Őrült, dilis, szerelem                 | Crazy, Stupid, Love                                         | Cal Weaver              | Kassai Károly  | Glenn Ficarra                         |
| 2012 | Míg a világvége el nem választ         | Seeking a Friend for the End of the World                   | Dodge Petersen          | Kassai Károly  | Lorene Scafaria                       |
| 2012 | Amit még mindig tudni akarsz a szexről | Hope Springs                                                | Dr. Bernie Feld         | Kassai Károly  | David Frankel                         |
| 2013 | A fantasztikus Burt Wonderstone        | The Incredible Burt Wonderstone                             | Burt Wonderstone        | Kassai Károly  | Don Scardino                          |
| 2013 | Gru 2.                                 | Despicable Me 2                                             | Gru (hangja)            | Scherer Péter  | Chris Renaud (1.)                     |
| 2013 | Az első igazi nyár                     | The Way, Way Back                                           | Trent                   | Kassai Károly  | Nat Faxon                             |
| 2013 | Az első igazi nyár                     | The Way, Way Back                                           | Trent                   | Kassai Károly  | Jim Rash                              |
| 2013 | Ron Burgundy: A legenda folytatódik    | Anchorman 2: The Legend Continues                           | Brick Tamland           | Kassai Károly  | Adam McKay (3.)                       |
| 2014 | Rossz szomszédság                      | Neighbors                                                   | Férfi a TV-ben          | Kassai Károly  | Nicholas Stoller                      |
| 2014 | Egy igazán csodás nap                  | Alexander and the Terrible, Horrible, No Good, Very Bad Day | Ben Cooper              | Kassai Károly  | Miguel Arteta                         |
| 2014 | Foxcatcher                             | Foxcatcher                                                  | John du Pont            | Tarján Péter   | Bennett Miller                        |
| 2015 | Minyonok                               | Minions                                                     | Gru fiatalon (hangja)   | Scherer Péter  | Pierre Coffin (1.)                    |
| 2015 | Minyonok                               | Minions                                                     | Gru fiatalon (hangja)   | Scherer Péter  | Kyle Balda (1.)                       |
| 2015 | A nő, akit szerettem                   | Freeheld                                                    | Steven Goldstein        | Kassai Károly  | Peter Sollett                         |
| 2015 | A nagy dobás                           | The Big Short                                               | Mark Baum               | Kassai Károly  | Adam McKay (4.)                       |
| 2016 | Café Society                           | Café Society                                                | Phil Stern              | Kassai Károly  | Woody Allen (2.)                      |
| 2017 | Gru 3.                                 | Despicable Me 3                                             | Gru (hangja)            | Scherer Péter  | Pierre Coffin (2.)                    |
| 2017 | A nemek harca                          | Battle of the Sexes                                         | Bobby Riggs             | Kassai Károly  | Jonathan Dayton és Valerie Faris (2.) |
| 2017 | A haza szolgálata                      | Last Flag Flying                                            | Larry „Doktor” Shepherd |                | Richard Linklater                     |
| 2018 | Csodálatos fiú                         | Beautiful Boy                                               | David Sheff             | Kassai Károly  | Felix Van Groeningen                  |
| 2018 | Alelnök                                | Vice                                                        | Donald Rumsfeld         | Kassai Károly  | Adam McKay (5.)                       |
| 2018 | Isten hozott Marwenben                 | Welcome to Marwen                                           | Mark Hogancamp          | Kassai Károly  | Robert Zemeckis                       |
| 2020 | Ellenállhatatlan                       | Irresistible                                                | Gary Zimmer             | Kassai Károly  | Jon Stewart                           |
| 2022 | Minyonok: Gru színre lép               | Minions: The Rise of Gru                                    | Gru (hangja)            | Scherer Péter  | Kyle Balda (2.)                       |
| 2023 | Asteroid City                          | Asteroid City                                               | motel menedzser         | Kassai Károly  | Wes Anderson                          |
| 2024 | Képzeletbeli barátok                   | IF                                                          | Kék (hangja)            | Kassai Károly  | John Krasinski                        |
| 2024 | Gru 4.                                 | Despicable Me 4                                             | Gru (hangja)            | Scherer Péter  | Chris Renaud (2.)                     |

Rövidfilmek
- Street of Pain (2003) – Mark
- American Storage (2006) – Rich
- Hammy's Boomerang Adventure (2006) – Hammy (hangja)
- Puppy (2013) – Gru (hangja)
- Panic in the Mailroom (2013) – Gru (hangja)
- Training Wheels (2013) – Gru (hangja)

### Televízió
| Év        | Magyar cím                        | Eredeti cím                            | Szerep                  | Megjegyzések                                                                                                 |
| --------- | --------------------------------- | -------------------------------------- | ----------------------- | --- |
| 1996      |                                   | The Dana Carvey Show                   | több szereplő           | 8 epizód (forgatókönyvíró)                                                                                   |
| 1996–2011 | Saturday Night Live               | Saturday Night Live                    | Gary, Big Head (hangja) | 13 epizód |
| 1997      |                                   | Over the Top                           | Yorgo Galfanikos        | 12 epizód |
| 1998      | Divatalnokok                      | Just Shoot Me!                         | Mr. Weiland             | 1 epizód |
| 1999–2005 |                                   | The Daily Show                         | önmaga                  | 277 epizód                                                                                                   |
| 2000      |                                   | Strangers with Candy                   | tanár                   | 1 epizód |
| 2002–2003 |                                   | Watching Ellie                         | Edgar                   | 16 epizód |
| 2004      |                                   | Fillmore!                              | Mr. Delancey (hangja)   | 1 epizód |
| 2004      |                                   | Come to Papa                           | Blevin                  | 4 epizód |
| 2005–2013 | Office                            | The Office                             | Michael Scott           | - főszereplő (149 epizód) - forgatókönyvíró (2 epizód) - rendező (3 epizód) - magyar hangja: - Kassai Károly |
| 2005–2008 |                                   | Saturday Night Live                    | önmaga (házigazda)      | 2 epizód |
| 2007      |                                   | The Naked Trucker and T-Bones Show     | Brian                   | 1 epizód |
| 2011      |                                   | Life’s Too Short                       | önmaga                  | 1 epizód |
| 2012      | A Simpson család                  | The Simpsons                           | Dan Gillick (hangja)    | 1 epizód |
| 2013      | Web-terápia                       | Web Therapy                            | Jackson Pickett         | - 3 epizód - magyar hangja: - Kassai Károly                                                                  |
| 2014      |                                   | The Tonight Show Starring Jimmy Fallon | The Ragtime Gals        | 1 epizód |
| 2016–     | Angie Tribeca – A törvény nemében | Angie Tribeca                          | nem szerepel            | - alkotó és vezető producer - forgatókönyvíró és rendező (1 epizód)                                          |
| 2017      |                                   | Too Funny to Fail                      | önmaga                  | dokumentumfilm                                                                                               |
| 2020–2022 | Űrhadosztály                      | Space Force                            | Mark R. Naird tábornok  | - főszereplő (17 epizód) - magyar hangja: - Kassai Károly                                                    |
| 2022      |                                   | The Patient                            | Alan Strauss            | minisorozat főszereplő és vezető producer                                                                    |
| 2025–     | A négy évszak                     | The Four Seasons                       | Nick                    | - főszereplő - magyar hangja: - Kassai Károly                                                                |
| 2025      | Mountainhead                      | Mountainhead                           | Randall                 | - tévéfilm - magyar hangja: - Kassai Károly                                                                  |

## Fontosabb díjak és jelölések
Steve Carell karrierje során különböző elismerésekben részesült, többek között Golden Globe-díjban , három Screen Actors Guild Awards és két Writers Guild of America Awards-díjban . Emellett Oscar-díjra , tizenegy Primetime Emmy-díjra és BAFTA-díjra jelölték . 2016-ban Carell csillagot kapott a hollywoodi Hírességek sétányán a filmekhez és sorozatokhoz való hozzájárulásáért. 127 díjra való jelölésből 27-et szerzett meg a színész.

## Fordítás
- Ez a szócikk részben vagy egészben  a   Steve Carell című angol Wikipédia-szócikk ezen változatának fordításán alapul.  Az eredeti cikk szerkesztőit annak laptörténete sorolja fel. Ez a jelzés csupán a megfogalmazás eredetét és a szerzői jogokat jelzi, nem szolgál a cikkben szereplő információk forrásmegjelöléseként.